# سینی (ساردینیا)
سینی (به ایتالیایی: Sini) یک کومونه در ایتالیا است که در استان اریستانو واقع شده‌است.

## خصوصیات
سینی ۸٫۷ کیلومترمربع مساحت و ۵۷۴ نفر جمعیت دارد.